# Chiropodomys pusillus
Chiropodomys pusillus är en gnagare som beskrevs av Thomas 1893. Chiropodomys pusillus ingår i släktet Chiropodomys och familjen råttdjur. Inga underarter finns listade i Catalogue of Life.
Arten listades tidigare som en underart till indisk plymsvansmus (Chiropodomys gliroides). Chiropodomys pusillus godkänns som art på grund av avvikande dimensioner mellan olika kroppsdelar. Dessutom har arten ett utbredningsområde som är tydlig skild från andra populationer av indisk plymsvansmus. För att bekräfta artstatus ytterligare behövs genetiska undersökningar.

## Utseende
Med en kroppslängd (huvud och bål) av 6,9 till 7,7 cm och en svanslängd av 8,1 till 9,6 cm är arten mindre än indisk plymsvansmus men inte den minsta släktmedlem på Borneo. Bakfötterna är 1,6 till 1,7 cm långa och öronen är 1,1 till 1,3 cm stora. Viktuppgifter saknas. Den korta, täta och mjuka pälsen på ovansidan har en ljus rödbrun färg med mörkare ställen på huvudets topp och ryggens mitt. Även armarnas och benens utsida är tydlig mörk. Områdena vid handleden och fotleden är gråa. Chiropodomys pusillus har vita fingrar och tår. Dessutom är undersidan från hakan till djurets anus vit. Svansens päls är enhetlig brun. Som hos andra släktmedlemmar förekommer en tofs vid svansens spets.
Huvudet kännetecknas av stora ögon, jämförd med indisk plymsvansmus små öron som är täckta av fina hår så att de känns nakna samt av långa smala morrhår. Mörka ställen som kan uppfattas som en ansiktsmask saknas i ansiktet.

## Utbredning och ekologi
Denna gnagare förekommer på Borneo. Individer hittades i tre skilda områden men arten lever kanske på hela ön. Habitatet utgörs av olika slags skogar.
Inget är känd om artens levnadssätt. Chiropodomys pusillus är kanske specialiserad på bambu liksom indisk plymsvansmus.

## Hot
Beståndet hotas av skogsavverkningar men antalet och storleken av skyddszoner ökade sedan 1970-talet. Allmänt är Chiropodomys pusillus sällsynt. IUCN kategoriserar arten globalt som otillräckligt studerad.